# Flughafen Skukuza

i7
i11
i13
Der Flughafen Skukuza (englisch Skukuza Airport, IATA-Code: SZK, ICAO-Code: FASZ) ist ein Flughafen in der südafrikanischen Provinz Mpumalanga nahe dem Camp Skukuza im Kruger-Nationalpark. Er hat eine Start- und Landebahn in Nord-Süd-Ausrichtung.

## Geschichte
Der Flughafen wurde 1958 eröffnet und 2001 für den gewerblichen Luftverkehr gesperrt, er diente dem südafrikanischen Militär bis zum Beginn der zivilen Nutzung im Jahre 2014 als Basis.
Skukuza Airport wird von der Skukuza Airport Management Company betrieben, zusammen mit der staatlichen Firma SANParks, die für den Unterhalt aller Nationalparks in Südafrika verantwortlich ist. Die Betreiberfirma ist ein Zusammenschluss der Airlines Airlink, Lion Sands und Federal Air und bekam den Zuschlag zum Betrieb des Flughafens im September 2013.
Verbunden mit der Ausschreibung war die Verpflichtung, den Flughafen umzubauen. Die Modernisierung wurde in der ersten Jahreshälfte 2014 durchgeführt, am 2. Juni 2014 nahm Airlink den Betrieb vom Flughafen O. R. Tambo in Johannesburg aus auf.

## Fluggesellschaften und Ziele
Der Flughafen wird seit Juni 2014 regelmäßig von der Airline Airlink mit sowie von kleineren Geschäftsreiseflugzeugen angeflogen, um Touristen in den Nationalpark zu bringen, derzeit dürfen nur 20 Flugbewegungen pro Tag durchgeführt werden.
Airlink betreibt seither kommerzielle und regelmäßige Flüge im Inland, so wird Johannesburg zweimal täglich und Kapstadt einmal täglich angeflogen, dazu nutzt die Airline hauptsächlich Flugzeuge des Typs Cessna 208B Grand Caravan und ERJ 135, weitere Ziele sollen in Zukunft angeflogen werden.